# 平尾誠二

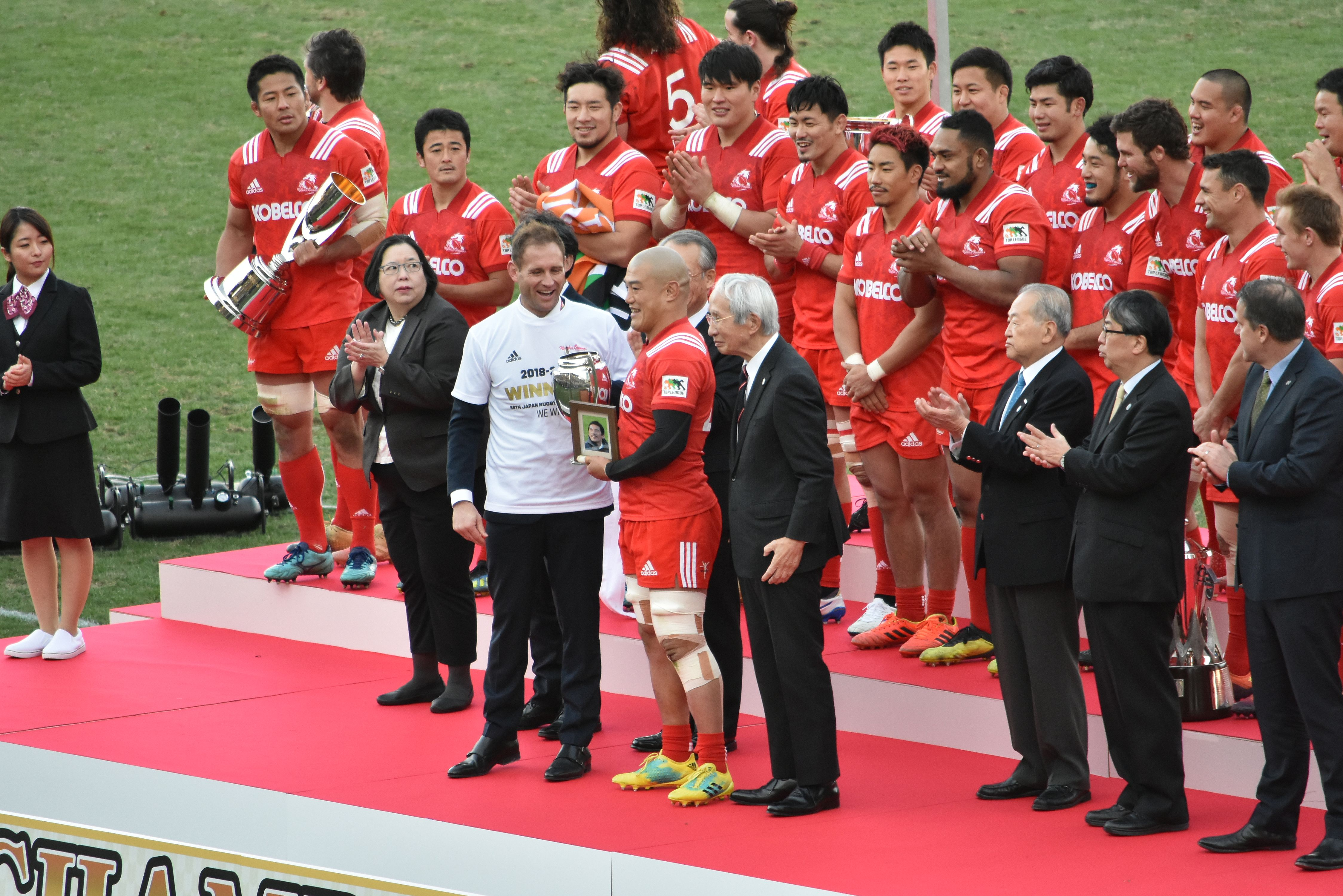
第56回日本ラグビーフットボール選手権大会兼トップリーグ総合順位決定トーナメント決勝、18季ぶりの優勝で平尾誠二の遺影を手に表彰式に臨む前川鐘平（2018年12月15日撮影）

平尾 誠二（ひらお せいじ、1963年〈昭和38年〉1月21日 - 2016年〈平成28年〉10月20日）は、日本の元ラグビー選手。日本代表選手であったほか、日本代表監督、神戸製鋼コベルコスティーラーズ総監督兼任ゼネラルマネージャーなどを歴任し、ミスター・ラグビーと呼ばれた。

## プロフィール
現役時代のポジションは主にスタンドオフ及びインサイドセンター。日本代表キャップは35。同じく神戸製鋼の選手だった細川隆弘は従兄弟である。

## 略歴
1963年、京都府京都市南区出身、京都市立伏見工業高等学校、同志社大学商学部商学科卒業。同志社大学大学院総合政策科学研究科修了。小学校時代は野球少年だったが、京都市立陶化中学校（現・京都市立凌風中学校）入学と同時にラグビーを始める。理由は「野球部は部員が多くて下積みばかりしていた。そこでラグビー部を見たら、12～13人程度、先生もとてもいい先生で楽しそうに練習をしていたから」。中学時代、父親にラグビースパイクが欲しいと伝えた時、無理だろうと思っていたのに買ってくれたことが「ラグビー人生で一番嬉しかったこと」と『徹子の部屋』にゲスト出演した際に語っている。
伏見工業高への入学のきっかけは山口良治。平尾が中学3年の時に出場した京都府秋季大会決勝戦を見た山口がそのプレーにほれ込み平尾の自宅を訪ねた。その時、平尾は特待生（授業料免除）で名門花園高等学校への入学が決まりかけていたという。当時は伏見工業高はワルの集まりだったため両親は反対したが、平尾はそれを振り切り入学した。同校1年の京都府大会決勝で花園高に敗れた際は、悔しさの余り表彰式で受け取った準優勝トロフィーを投げ捨てて帰ってきた。しかし翌年全国大会初出場を果たし、3年生の時の全国大会で同校が初優勝した際の主将となる。
1982年に史上最年少（19歳4ヶ月）で日本代表に選出。同志社大学ラグビー部在籍時代にはセンターとして史上初の大学選手権3連覇に貢献。しかし1985年、日本選手権では、松尾雄治を擁し7連覇を果たした新日鐵釜石ラグビー部に勝つことができなかった。
1985年、英国リッチモンドにラグビー留学した。そもそも大学卒業後の進路として平尾は、強豪ラグビーチームを有する多くの企業から誘いを受けるも、「大学卒業後はラグビーはしません」と公言しており、外国で事業や起業をしたいと考えていたことがその動機であった。イギリスを選んだ理由には、以前より望んでいたデザインの勉強ができることだけでなく、自分のラグビーのレベルが世界ではどの程度か知りたいと考えたこともあったという。イギリスではリッチモンドクラブ (Richmond Football Club) に所属し試合に出場しながら、イギリスのデザイン学校の入学試験準備や受験勉強に取り組んでいた。
しかし、ファッション誌にモデルで登場したことが当時のアマチュア規定に抵触したとの理由により、日本代表候補選手から除外された。平尾の下宿に協会から連絡が入り、留学直前に受けたファッション誌の取材記事がアマチュア規定に反すること、アマチュア資格の停止のことを知らされた。違反を犯していた認識がなかったため寝耳に水だったが、日本ではもうラグビーをしないと考えていたため深刻に考えなかったという。しかしアマチュア資格の停止は国際的なもの（日本以外でも試合に出られない）と知らされ、弁明のため一時帰国。汚名を返上したければ日本の一流チームで成績を出せ、と言われ、急遽日本での所属チーム探しに追われることとなる。事件後はそれまでが嘘のように企業からの連絡はなくなっていた。そんな折、偶然イギリス出張に来ていた以前より顔見知りであった神戸製鋼の当時専務であった亀高素吉と食事に行く機会を持つ。そこで企業を探していることを相談、すると「ならウチはどうだ」と言われ神戸製鋼行きを決める。「神戸は遠足で行って以来、好きな街でしたし」とも語っている。
1986年、神戸製鋼に入社。社会人時代は、日本選手権で7連覇を達成（初優勝時から3連覇時までは主将、7連覇時は主将代行を務めた）。また、国内チーム相手でゲームキャプテンを務めた試合では負けた事が一度だけ（同志社大学時代の日本選手権対新日鐵釜石戦）という抜群のキャプテンシーを発揮。平尾は主将として「ボールをつないでトライを取るラグビー」を掲げ、強いフォワード選手に対しタイミングよくボールを出すことを求め、ラグビーの球技的側面を強調することで得点力を高めた。平尾は「ノックオンは犯罪的行為」とまで言い切り「ボールが一番大事」という意識を徹底的にチームに植え付けた。
ラグビーワールドカップには、第1回（1987年）、第2回（1991年）、第3回（1995年）にそれぞれ出場。特に第2回大会では、日本のワールドカップ初勝利（対ジンバブエ戦）の原動力として活躍した。その後一度は代表を退いたが、第3回大会に向けてのチーム強化の一環として臨時コーチとして招聘され、その後代表選手として本戦に出場した。
1997年から日本代表の監督に就任、「平尾ジャパン」が誕生。
1998年1月、現役を引退。その後、神戸製鋼コベルコスティーラーズ総監督兼任ゼネラルマネージャーに就任。ワールドカップ1999に向けたアジア予選で平尾ジャパンが優勝し、4大会連続のW杯出場を決めた。
1999年5月～7月の第4回パシフィック・リム選手権で平尾ジャパンは初優勝を果たした。
ワールドカップ1999に出場。プール戦で敗退したが、パシフィック・リム選手権優勝が評価され、平尾ジャパンの継続が決まる。
2000年4月、スポーツと地域社会の振興を図るため、NPO「スポーツ・コミュニティ・アンド・インテリジェンス機構（SCIX）」を旗揚げ。
2000年11月25日、日本代表監督を辞任。
2008年7月12日には日本サッカー協会理事に、同協会犬飼基昭会長の推薦で伊達公子（プロテニス選手）とともにサッカー界以外から就任したが、1期のみで退任している。
2011年には文部科学省の中央教育審議会委員に就任した。
2016年10月20日午前7時16分、京都市内の病院で死去。53歳没。病名などの死因については当初は遺族の意向によって非公表となっていたが、その後遺族からの発表により、前年（2015年）秋から胆管細胞癌の闘病中であったことが明らかになった。

## 著書

### 単著
- 『勝者のシステム：勝ち負けの前に何をなすべきか』講談社、1996年。ISBN 9784062082310。 のち講談社+α文庫[23]
- 『「知」のスピードが壁を破る：進化しつづける組織の創造』PHP研究所、1999年。ISBN 9784569607313。 のち文庫[24]
- 『人は誰もがリーダーである』431号、PHP研究所〈PHP新書〉、2006年。ISBN 9784569656427。
- 『理不尽に勝つ』PHP研究所、2012年。ISBN 9784569801650。
- 『求心力 第三のリーダーシップ』975号、PHP研究所〈PHP新書〉、2015年。ISBN 9784569820927。
- 『平尾誠二名言録 人を動かす120の言葉』宝島社、2019年8月。ISBN 978-4-8002-9765-5。
- 『平尾誠二 自分を変える120の言葉』宝島社〈宝島SUGOI文庫〉、2021年5月。ISBN 978-4-299-01683-6。

### 共著
- 松岡正剛『イメージとマネージ：リーダーシップとゲームメイクの戦略的指針』集英社、1996年。ISBN 9784087830941。 のち文庫[25]
- 岡田武史、古田敦也『勝利のチームメイク』日本経済新聞社、2003年。ISBN 9784532164386。 のち文庫[26]
- 山口良治『気づかせて動かす：熱情と理のマネジメント』PHP研究所、2003年。ISBN 4-569-62991-1。 のち文庫[27]
- 宿沢広朗『キリカエ力（キリカエりょく）は、指導力：常識も理屈も吹っ飛ぶコーチング』監修、梧桐書院、2005年。ISBN 9784340043002。[28]。
- 加藤達二 編『人生はひとりぼっちじゃない : 芸術と教育の素敵な出会い〔対談集〕』平尾誠二 「スポーツの美学」、淡交社、2006年。ISBN 4473033252。
- 渡邉美樹、佐々木かをり、宮嶋宏幸、伊藤正裕ほか 著、『The21』編集部 編『仕事ができる人の話し方：すぐに使える!』PHP研究所、2007年。ISBN 978-4-569-69381-1。
- 金井壽宏『型破りのコーチング』645号〈PHP新書〉、2010年。ISBN 9784569774770。
- 河合隼雄、古田敦也、金井壽宏『〔対談〕「日本型」思考法ではもう勝てない』ダイヤモンド社、2001年。ISBN 9784478372852。
- 山中伸弥 『友情 平尾誠二と山中伸弥「最後の一年」』 講談社、 2017。 ISBN 978-4062208277。
- 岡村啓嗣『生きつづける言葉 情と知で動かす』PHP研究所、2017年12月。ISBN 978-4-569-83616-4。

## 関連資料
- 玉木正之『平尾誠二八年の闘い：神戸製鋼ラグビー部の奇蹟』ネスコ、1995年。ISBN 4-89036-905-8。
- 平尾誠二、玉木正之「ラグビー日本—V7への道」『文芸春秋』第73巻第4号、1995年3月、330−336頁。
- 平尾誠二「たまには負けたほうがいい : 神鋼、八連覇ならず。敗因は勝ちボケとツキの無さ」『文芸春秋』第74巻第5号、1996年4月、336−342頁。
- 永田洋光『平尾誠二リーダーシップの鉄則』三笠書房、1997年。ISBN 4-8379-0865-9。
- 平尾誠二「〈平尾プロジェクト〉の本当の狙い」『中央公論』第112巻第4号、1997年3月、266−273頁、ISSN 05296838。
- 早瀬圭一『平尾誠二、変幻自在に』毎日新聞社、1997年。ISBN 4-620-31158-8。
- 平尾誠二、松原亘子（著）、厚生労働省広報室（編）「新春対談 コミュニティーに根ざしたスポーツが社会を再生する」『労働時報』第51巻第1号、1998年1月、10−17頁、ISSN 13425277。
- 恵美三紀子、榊原孝彦、平尾誠二 他（著）、文部省（編）「座談会 21世紀の地域スポーツの在り方について」『文部時報』第1474号、1999年6月、10−21頁、ISSN 09169830。
- 早瀬圭一『平尾誠二最後の挑戦』講談社、2000年。ISBN 4-06-273034-0。
- 金井壽宏、平尾誠二「チーム、組織でできることの言語化 : 達人に学ぶ行動科学的「知の創造」(シンポジウム1)」『経営行動科学学会年次大会 : 発表論文集』第7号、2004年11月5日、1頁。
- 平尾誠二「SMR SPECIAL INTERVIEW "ミスターラグビー"に聞く、名門復活のためのチーム戦略。 平尾誠二〈他に類を見ないチームメイキング〉。」『SMR : sport management review』第6巻、2007年、8−11頁、ISSN 18813313。
- 平尾誠二、藪木宏之、飯島均「週現『熱討スタジアム』(第136回)神戸製鋼VS三洋電機 「奇跡の逆転トライ」を語ろう」『週刊現代』第57巻3 (2788)、2015年1月31日、156−159頁。
- 平尾誠二、藪木宏之、飯島均「熱討ディープ・ピープル 平尾誠二×藪木宏之×飯島均 神戸製鋼vs.三洋電機 「奇跡の逆転トライ」を語ろう」『週刊現代』第59巻2 (2877増刊)、2017年1月14日、110−113頁。

## 出演

### 広告
- 柳屋本店「4711 ポーチュガル」（2015年5月 - ）

## 演じた俳優
- 四方堂亘 - ドラマ『スクール☆ウォーズ』（役名は平山 誠）[29]
- 本木雅弘 - ドラマ『友情〜平尾誠二と山中伸弥「最後の一年」〜』[30]（テレビ朝日、2023年11月11日）

## エピソード
テーピングの際は「絶対にテープが見えないようにしてくれ」と要求したことがあった。弱みを見せず強さを際立たせる意図があったのではとの意見もある。
著書『勝者のシステム：勝ち負けの前に何をなすべきか』によると、同志社大学時代のチームメイトであった土田雅人がサントリーのヘッドコーチに就任直後、会食の最中に平尾に主将は誰がいいか相談し、「永友洋司がええんちゃうか」との平尾の進言にしたがって抜擢。その後、第48回全国社会人ラグビーフットボール大会の決勝トーナメント1回戦で、ノーサイド直前に永友がペナルティゴールを決め、サントリーは神戸製鋼と20-20の引き分けながらも、トライ数が上回っていたことから準決勝に進出。同時に、神戸製鋼の8年連続日本一の夢は潰えた。この結果を踏まえて、平尾は、「土田にしてやられた。永友の件以外にも、サントリーの弱点はどこかなど聞いてきて、当たり障りのない範囲で言ったつもりが、それがサントリーにとっての重要な戦略であったと後で気づかされた。」と述懐した。
一般に「1人はみんなのために、みんなは1人のために」と訳される成句「One for all, all for one」について、著書の中で、後半を「みんなはひとつのために」、つまり「一人のため」ではなくて「共通の目的のためにがんばる」という意味に訳すべきだと思うと述べていた。
元チームメートのレッジ・クラークとは親友だった。

## 関連人物
- 山口良治 - 伏見工業高時代の恩師
- 山本清悟 - 伏見工業高時代の2学年先輩
- 大八木淳史 - 伏見工業高・同志社大時代の1学年先輩かつ神戸製鋼時代のチームメイト
- 高崎利明 - 伏見工業高時代の同級生。
- 岡仁詩
- 林敏之
- 小島伸幸 - 同志社大出身で同時代に活躍し髭がトレードマークという共通点があった。
- 細川隆弘 - 元ラグビー日本代表、平尾のいとこ。
- 河瀬泰治 - 日本代表で平尾とチームメイトに。米国に遠征した際、顔面骨折した時に同じ部屋だった平尾に一晩中アイシングしてもらい「本当に優しい人だった思い出」と語った。[35]
- 和泉修 - 大学時代の同級生。平尾の進言により吉本興業入りを決める[36]。実際は専属契約ではなく、元スポーツ選手として、吉本興業とマネジメント契約を結んでいた。
- 亀高素吉 - 平尾が神戸製鋼所に入社したときの副社長。後に社長及び会長。自ら平尾を勧誘[37]。
- 山中伸弥 - 同学年（1962年度生まれ）の親友。彼も神戸大学時代にラグビーを嗜んでいた。
- タックルながい。 ‐ 平尾が芸名の名付け親[38]。